# Oscar 1966

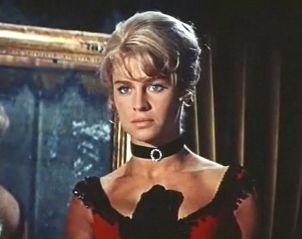
Julie Christie, protagonista de Doutor Jivago, ganhou o prêmio de Melhor Atriz pelo filme Darlig - A que Amou Demais

A 38ª cerimônia de entrega dos Academy Awards (ou Oscars 1966), apresentada pela Academia de Artes e Ciências Cinematográficas, premiou os melhores atores, técnicos e filmes de 1965 no dia 18 de abril de 1966, em Los Angeles e teve  como mestre de cerimônias Bob Hope.
O drama The Sound of Music foi premiado na categoria mais importante: melhor filme.

## Indicados e vencedores
| Melhor Filme - The Sound of Music - Darling - Doctor Zhivago - Ship of Fools - A Thousand Clowns | Melhor Diretor - Robert Wise – The Sound of Music - David Lean – Doctor Zhivago - John Schlesinger – Darling - William Wyler – The Collector - Hiroshi Teshigahara – The Woman in the Dunes                                                                           |
| Melhor Ator/Actor (Principal) - Lee Marvin – Cat Ballou - Richard Burton – The Spy Who Came in from the Cold - Laurence Olivier – Othello - Rod Steiger – The Pawnbroker - Oskar Werner – Ship of Fools        | Melhor Atriz/Actriz (Principal) - Julie Christie – Darling - Julie Andrews – The Sound of Music - Samantha Eggar – The Collector - Simone Signoret – A Patch of Blue - Elizabeth Hartman – Ship of Fools                                                              |
| Melhor Ator/Actor Coadjuvante/Secundário - Martin Balsam – A Thousand Clowns - Ian Bannen – The Flight of the Phoenix - Tom Courtenay – Doctor Zhivago - Michael Dunn – Ship of Fools - Frank Finlay – Othello | Melhor Atriz/Actriz Coadjuvante/Secundária - Shelley Winters – A Patch of Blue - Ruth Gordon – Inside Daisy Clover - Joyce Redman – Othello - Maggie Smith – Othello - Peggy Wood – The Sound of Music                                                                |
| Melhor Roteiro/Argumento - Original - Darling - Casanova 70 - The Umbrellas of Cherbourg - The Train - Those Magnificent Men in Their Flying Machines                                                          | Melhor Roteiro/Argumento - Adaptado - Doctor Zhivago - A Thousand Clowns - Cat Ballou - Ship of Fools - The Collector |
| Melhor Edição/Montagem - The Sound of Music - Cat Ballou - Doctor Zhivago - The Flight of the Phoenix - The Great Race                                                                                         | Melhor Filme Estrangeiro - Obchod na Korze ( Checoslováquia) - To Homa Vaftike Kokkino ( Grécia) - Käre John ( Suécia) - Kaidan ( Japão) - Matrimonio all'italiana ( Itália)                                                                                          |
| Melhor Documentário em Longa-metragem - The Eleanor Roosevelt Story - The Battle of the Bulge... The Brave Rifles - The Forth Road Bridge - Let My People Go: The Story of Israel - Mourir à Madrid            | Melhor Documentário em Curta-metragem - To Be Alive! - Mural on Our Street - Nyitany - Point of View - Yeats Country |
| Melhor Curta-metragem - The Chicken - Fortress of Peace – Lothar Wolff - Skaterdater - Snow - Time Piece | Melhor Animação em Curta-metragem - The Dot and the Line: A Romance in Lower Mathematics - Clay or the Origin of Species - The Thieving Magpie |
| Melhor Trilha Sonora/Banda Sonora - Doctor Zhivago - A Patch of Blue - The Umbrellas of Cherbourg - The Agony and the Ecstasy - The Greatest Story Ever Told                                                   | Melhor Canção original - "The Shadow of Your Smile" por The Sandpiper - "The Ballad of Cat Ballou" por Cat Ballou - "I Will Wait for You" por The Umbrellas of Cherbourg - "The Sweetheart Tree" por The Great Race - "What's New Pussycat?" por What's New Pussycat? |
| Melhor Trilha Sonora/Banda Sonora Adaptada - The Sound of Music - The Umbrellas of Cherbourg - Cat Ballou - A Thousand Clowns - The Pleasure Seekers                                                           | Melhor mixagem/mistura de Som - The Sound of Music - Shenandoah - Doctor Zhivago - The Agony and the Ecstasy - The Great Race |
| Melhor Direção de Arte/Preto & Branco - Ship of Fools - King Rat - A Patch of Blue - The Slender Thread - The Spy Who Came in from the Cold                                                                    | Melhor Direção de Arte/Colorido - Doctor Zhivago - The Agony and the Ecstasy - The Greatest Story Ever Told - Inside Daisy Clover - The Sound of Music |
| Melhor Cinematografia/Fotografia/Preto & Branco - Ship of Fools - In Harm's Way - King Rat - Morituri - A Patch of Blue                                                                                        | Melhor Cinematografia/Fotografia/Colorido - Doctor Zhivago - The Agony and the Ecstasy - The Great Race - The Greatest Story Ever Told - The Sound of Music |
| Melhor Figurino/Guarda-Roupa/Preto & Branco - Darling - Morituri - Ship of Fools - A Rage to Live - The Slender Thread                                                                                         | Melhor Figurino/Guarda-Roupa/Colorido - Doctor Zhivago - The Agony and the Ecstasy - The Greatest Story Ever Told - Inside Daisy Clover - The Sound of Music |
| Melhor Edição de Som - The Great Race - Von Ryan's Express | Melhores Efeitos Visuais - Thunderball - The Greatest Story Ever Told |

### Múltiplas indicações
- 10 indicações: Doctor Zhivago e The Sound of Music
- 8 indicações: Ship of Fools
- 5 indicações: The Agony and the Ecstasy, Cat Ballou, Darling, The Great Race, The Greatest Story Ever Told e Patch of Blue
- 4 indicações: Othello, A Thousand Clowns e The Umbrellas of Cherbourg
- 3 indicações: The Collector e Inside Daisy Clover
- 2 indicações: The Flight of the Phoenix, King Rat, Morituri, The Slender Thread e The Spy who Came in From the Cold